# Arcana (film, 1972)
Pour les articles homonymes, voir Arcana et Arcana (film).

Arcana (Arcana) est un film dramatique italien réalisé par Giulio Questi en 1972.

## Synopsis
Le film raconte l'histoire d'un groupe d'Italiens du Sud à Milan. Une femme se retrouve enceinte à la suite d'un viol qu'elle a subi du fils d'une voyante qui la convainc d'avorter illégalement. Le film se poursuit avec des images surréalistes, comme celle des grenouilles qui sortent de la bouche de la voyante.

## Distribution
- Lucia Bosè : Mme Tarantino
- Maurizio Degli Esposti : Le fils
- Tina Aumont : Marisa
- Renato Paracchi : passant